# Конституционный референдум в Южной Корее (1987)
Конституционный референдум 1987 года в Южной Корее состоялся 28 октября. Референдум был организован президентом Чон Ду Хваном и его окружением с целью внесения изменений в действовавшую в тот момент конституцию.
Явка на референдум составила 78,2 %, из числа принявших участие 94,4 % высказались «за», одобрив тем самым конституцию Шестой республики, действующую до настоящего времени.

## Результаты референдума
| Выбор                   | Число поданных голосов | %    |
| ----------------------- | ---------------------- | ---- |
| За                      | 18 640 625             | 94,4 |
| Против                  | 1 092 702              | 5,6  |
| Испорченных бюллетеней  | 295 345                | -    |
| Всего                   | 20 028 672             | 100  |
| Источник: Nohlen et al. |                        |      |